# Cat Music
Cat Music este o casă de discuri din România lansată în 1991. De-a lungul timpului, din portofoliul Cat Music au făcut parte trupe și artiști ca: Boysonic, 3 Sud Est, Andre, BUG Mafia, La Familia, N&D, Class, Ro-Mania, Valahia, O-zone, Cleopatra Stratan ș.a.m.d. Cat Music are peste 30% din cota de piață și un catalog ce depășește 8.500 de piese.
Cat Music deține licența Sony Music Entertainment.
Dan Popi, Directorul General al Cat Music/Media Services, a fost președintele Uniunii Producătorilor de Fonograme din România și a fost listat în 2004 de către revista Billboard în primii 20 cei mai buni Artist & Repertoire Managers independenți.
Canalul de YouTube Cat Music România depășește 7,46 milioane de abonați și peste 8,4 miliarde de vizualizări, ceea ce îl face cel mai mare canal de YouTube din sud-estul Europei. În septembrie 2018, Cat Music a lansat prima sa filială internațională – Cat Music Spain.

## Artiști și proiecte
Artiști și formații care au colaborat cu Cat Music:
- Andra
- Andrada Popa
- ADDA
- Adi Cristescu
- Adrian Eftimie
- Alb Negru
- Alex Cery
- Alex Mica
- Anastasia
- Anca Badiu
- Anca Florescu
- Andreea Bănică
- Andreea Bălan
- Anna Lesko
- Arsenie
- Bere Gratis
- CABRON
- Cezar
- Claudia
- Cleopatra Stratan
- CRBL
- Cristina Rus
- Cristina Vasiu
- David Deejay
- Delia
- Direcția 5
- DJ Project și Adela Popescu
- DJ Sava
- Dony
- Dragos Andrew
- DYA
- Ecaterine
- Edward Maya
- Ela Rose
- Elena Gheorghe
- Emmah Toris
- Emy Alupei
- Faydee
- Gipsy Casual
- Giulia
- Glance
- Heaven
- Hi-Q
- IRIS
- Jukebox
- Laurențiu Duță
- Lavinia
- Lidia Buble
- Like Chocolate
- Liviu Hodor și Mona
- Lukas
- Mamasita
- Mandinga
- Mihai Mărgineanu
- Mike Angello
- MOJO
- Mossano
- N&D
- Nadir
- Narcotic Sound & Christian D
- Nick Kamarera si Alinka
- Olga Verbitchi
- Partizan
- Proconsul
- Publika
- ROA
- Ruby
- Shereza
- Shift
- Smiley
- SOPHIA
- Pavel Stratan
- Șuie Paparude
- Sunrise Inc
- Tamy
- Tara
- The dAdA
- Theodora
- Tudor Turcu
- Voltaj
- Voxis
- What's UP
- B.U.G. Mafia
- La Familia
- il-egal
- Marijuana
- Honey
- Paraziții
- M&G
- Mahsat
- Sișu
- Nicoleta Nucă
- Adrian Cioroianu Jr
- Jean de la Craiova
- Vali Vijelie
- Luis Gabriel
- Costi Ionita
- Liviu Pustiu
- Gashka
- Baboiash
- Florin Salam
- Stefan de la Barbulesti
- Sorinel Puștiu